# 溪硬頭魚
溪硬頭魚(学名：Craterocephalus fluviatilis），為輻鰭魚綱銀漢魚目銀漢魚科的其中一種，被IUCN列為瀕危保育類動物，分布於澳洲淡水流域，體長可達7公分，為熱帶魚類，棲息在水生植物生長的水塘及小溪，生活習性不明。